# Championnats du monde de lutte
Les Championnats du monde de lutte sont un ensemble de compétitions internationales organisés par la Fédération internationale des luttes associées. Ils comprennent depuis leur création en 1904 une compétition de lutte gréco-romaine, à laquelle s'est ajoutée, en 1951, une compétition de lutte libre masculine, puis en 1987, une compétition de lutte féminine. Ces championnats se déroulent actuellement tous les ans.

## Liste des championnats
En sus des classements par discipline et catégorie de poids, le championnat décerne pour chaque discipline le titre de meilleure équipe par nationalité.

### Lutte gréco-romaine hommes
| Année                                                                                | Localisation     | Classement par nations | Classement par nations | Classement par nations |
| Année                                                                                | Localisation     | 1er                    | 2e                     | 3e                     |
| ------------------------------------------------------------------------------------ | ---------------- | ---------------------- | ---------------------- | ---------------------- |
| 1904                                                                                 | Vienne           | n/a                    | n/a                    | n/a                    |
| 1905                                                                                 | Berlin           | n/a                    | n/a                    | n/a                    |
| 1907                                                                                 | Francfort        | n/a                    | n/a                    | n/a                    |
| 1908                                                                                 | Vienne           | n/a                    | n/a                    | n/a                    |
| 1909                                                                                 | Vienne           | n/a                    | n/a                    | n/a                    |
| 1910                                                                                 | Düsseldorf       | n/a                    | n/a                    | n/a                    |
| 1911                                                                                 | Helsinki         | n/a                    | n/a                    | n/a                    |
| 1913                                                                                 | Breslau          | n/a                    | n/a                    | n/a                    |
| 1920                                                                                 | Vienne           | n/a                    | n/a                    | n/a                    |
| 1921                                                                                 | Helsinki         | n/a                    | n/a                    | n/a                    |
| 1922                                                                                 | Stockholm        | n/a                    | n/a                    | n/a                    |
| 1950                                                                                 | Stockholm        | Suède                  | Finlande               | Hongrie                |
| 1953                                                                                 | Naples           | Union soviétique       | Suède                  | Finlande               |
| 1955                                                                                 | Karlsruhe        | Union soviétique       | Suède                  | Turquie                |
| 1958                                                                                 | Budapest         | Union soviétique       | Turquie                | Hongrie                |
| 1961                                                                                 | Yokohama         | Union soviétique       | Turquie                | Roumanie               |
| 1962                                                                                 | Toledo           | Union soviétique       | Turquie                | Bulgarie               |
| 1963                                                                                 | Helsingborg      | Union soviétique       | Hongrie                | Yougoslavie            |
| 1965                                                                                 | Tampere          | Union soviétique       | Pologne                | Bulgarie               |
| 1966                                                                                 | Toledo           | Union soviétique       | Bulgarie               | Roumanie               |
| 1967                                                                                 | Bucarest         | Union soviétique       | Hongrie                | Roumanie               |
| 1969                                                                                 | Mar del Plata    | Union soviétique       | Bulgarie               | Roumanie               |
| 1970                                                                                 | Edmonton         | Union soviétique       | Bulgarie               | Roumanie               |
| 1971                                                                                 | Sofia            | Bulgarie               | Union soviétique       | Hongrie                |
| 1973                                                                                 | Téhéran          | Union soviétique       | Pologne                | Bulgarie               |
| 1974                                                                                 | Katowice         | Union soviétique       | Bulgarie               | Pologne                |
| 1975                                                                                 | Minsk            | Union soviétique       | Bulgarie               | Pologne                |
| 1977                                                                                 | Göteborg         | Union soviétique       | Bulgarie               | Roumanie               |
| 1978                                                                                 | Mexico           | Union soviétique       | Roumanie               | Bulgarie               |
| 1979                                                                                 | San Diego        | Union soviétique       | Hongrie                | Bulgarie               |
| 1981                                                                                 | Oslo             | Union soviétique       | Hongrie                | Finlande               |
| 1982                                                                                 | Katowice         | Union soviétique       | Pologne                | Roumanie               |
| 1983                                                                                 | Kiev             | Union soviétique       | Bulgarie               | Finlande               |
| 1985                                                                                 | Kolbotn          | Union soviétique       | Bulgarie               | Roumanie               |
| 1986                                                                                 | Budapest         | Union soviétique       | Bulgarie               | Pologne                |
| 1987                                                                                 | Clermont-Ferrand | Union soviétique       | Bulgarie               | Pologne                |
| 1989                                                                                 | Martigny         | Union soviétique       | Hongrie                | Bulgarie               |
| 1990                                                                                 | Ostie            | Union soviétique       | Hongrie                | Bulgarie               |
| 1991                                                                                 | Varna            | Union soviétique       | Bulgarie               | Cuba                   |
| 1993                                                                                 | Stockholm        | Russie                 | Cuba                   | Suède                  |
| 1994                                                                                 | Tampere          | Russie                 | Ukraine                | Bulgarie               |
| 1995                                                                                 | Prague           | Russie                 | Allemagne              | Pologne                |
| 1997                                                                                 | Wroclaw          | Russie                 | Turquie                | Allemagne              |
| 1998                                                                                 | Gävle            | Russie                 | Corée du Sud           | Turquie                |
| 1999                                                                                 | Athènes          | Russie                 | Cuba                   | Corée du Sud           |
| 2001                                                                                 | Patras           | Cuba                   | Russie                 | États-Unis             |
| 2002                                                                                 | Moscou           | Russie                 | Géorgie                | Cuba                   |
| 2003                                                                                 | Créteil          | Géorgie                | Russie                 | Ukraine                |
| Dès 2005, les Championnats du monde de lutte sont regroupés en un seul et même lieu. |                  |                        |                        |                        |
| 2005                                                                                 | Budapest         | Hongrie                | Russie                 | Turquie                |
| 2006                                                                                 | Canton           | Turquie                | Russie                 | États-Unis             |
| 2007                                                                                 | Bakou            | États-Unis             | Russie                 | Géorgie                |
| 2009                                                                                 | Herning          | Turquie                | Iran                   | Azerbaïdjan            |
| 2010                                                                                 | Moscou           | Russie                 | Turquie                | Azerbaïdjan            |
| 2011                                                                                 | Istanbul         | Russie                 | Turquie                | Iran                   |
| 2013                                                                                 | Budapest         | Russie                 | Corée du Sud           | Hongrie                |
| 2014                                                                                 | Tachkent         | Iran                   | Russie                 | Turquie                |
| 2015                                                                                 | Las Vegas        | Russie                 | Azerbaïdjan            | Ukraine                |
| 2016                                                                                 | Budapest         | Hongrie                | Russie                 | Moldavie Turquie       |
| 2017                                                                                 | Paris            | Russie                 | Iran                   | Turquie                |
| 2018                                                                                 | Budapest         | Russie                 | Hongrie                | Turquie                |
| 2019                                                                                 | Noursoultan      | Russie                 | Ouzbékistan            | Géorgie                |
| 2021                                                                                 | Oslo             | Russie                 | Iran                   | Azerbaïdjan            |
| 2022                                                                                 | Belgrade         | Turquie                | Azerbaïdjan            | Serbie                 |
| 2023                                                                                 | Belgrade         | Azerbaïdjan            | Iran                   | Turquie                |
| 2024                                                                                 | Tirana           | Azerbaïdjan            | Iran                   | Arménie                |

### Lutte libre (hommes)
| Année                                                                                | Localisation     | Classement par nations | Classement par nations | Classement par nations |
| Année                                                                                | Localisation     | 1er                    | 2e                     | 3e                     |
| ------------------------------------------------------------------------------------ | ---------------- | ---------------------- | ---------------------- | ---------------------- |
| 1951                                                                                 | Helsinki         | Turquie                | Suède                  | Finlande               |
| 1954                                                                                 | Tokyo            | Turquie                | Union soviétique       | Iran                   |
| 1957                                                                                 | Istanbul         | Turquie                | Union soviétique       | Iran                   |
| 1959                                                                                 | Téhéran          | Union soviétique       | Turquie                | Bulgarie               |
| 1961                                                                                 | Yokohama         | Iran                   | Union soviétique       | Turquie                |
| 1962                                                                                 | Toledo           | Union soviétique       | Japon                  | Iran                   |
| 1963                                                                                 | Sofia            | Union soviétique       | Bulgarie               | Turquie                |
| 1965                                                                                 | Manchester       | Iran                   | Bulgarie               | Union soviétique       |
| 1966                                                                                 | Toledo           | Turquie                | Union soviétique       | États-Unis             |
| 1967                                                                                 | New Delhi        | Union soviétique       | Japon                  | Iran                   |
| 1969                                                                                 | Mar del Plata    | Union soviétique       | États-Unis             | Iran                   |
| 1970                                                                                 | Edmonton         | Union soviétique       | États-Unis             | Iran                   |
| 1971                                                                                 | Sofia            | Union soviétique       | Bulgarie               | Iran                   |
| 1973                                                                                 | Téhéran          | Union soviétique       | Iran                   | Bulgarie               |
| 1974                                                                                 | Istanbul         | Union soviétique       | Bulgarie               | Turquie                |
| 1975                                                                                 | Minsk            | Union soviétique       | Bulgarie               | Mongolie               |
| 1977                                                                                 | Lausanne         | Union soviétique       | Bulgarie               | Allemagne de l'Est     |
| 1978                                                                                 | Mexico           | Union soviétique       | Allemagne de l'Est     | Iran                   |
| 1979                                                                                 | San Diego        | Union soviétique       | États-Unis             | Allemagne de l'Est     |
| 1981                                                                                 | Skopje           | Union soviétique       | Bulgarie               | États-Unis             |
| 1982                                                                                 | Edmonton         | Union soviétique       | États-Unis             | Bulgarie               |
| 1983                                                                                 | Kiev             | Union soviétique       | Bulgarie               | États-Unis             |
| 1985                                                                                 | Budapest         | Union soviétique       | États-Unis             | Bulgarie               |
| 1986                                                                                 | Budapest         | Union soviétique       | États-Unis             | Bulgarie               |
| 1987                                                                                 | Clermont-Ferrand | Union soviétique       | États-Unis             | Bulgarie               |
| 1989                                                                                 | Martigny         | Union soviétique       | États-Unis             | Turquie                |
| 1990                                                                                 | Tokyo            | Union soviétique       | États-Unis             | Bulgarie               |
| 1991                                                                                 | Varna            | Union soviétique       | États-Unis             | Iran                   |
| 1993                                                                                 | Toronto          | États-Unis             | Russie                 | Turquie                |
| 1994                                                                                 | Istanbul         | Turquie                | Russie                 | Cuba                   |
| 1995                                                                                 | Atlanta          | États-Unis             | Iran                   | Russie                 |
| 1997                                                                                 | Krasnoïarsk      | Russie                 | Ukraine                | Iran                   |
| 1998                                                                                 | Téhéran          | Iran                   | Russie                 | États-Unis             |
| 1999                                                                                 | Ankara           | Russie                 | États-Unis             | Turquie                |
| 2001                                                                                 | Sofia            | Russie                 | Bulgarie               | Iran                   |
| 2002                                                                                 | Téhéran          | Iran                   | Russie                 | Cuba                   |
| 2003                                                                                 | New York         | Géorgie                | États-Unis             | Iran                   |
| Dès 2005, les Championnats du monde de lutte sont regroupés en un seul et même lieu. |                  |                        |                        |                        |
| 2005                                                                                 | Budapest         | Russie                 | Cuba                   | Géorgie                |
| 2006                                                                                 | Canton           | Russie                 | Iran                   | États-Unis             |
| 2007                                                                                 | Bakou            | Russie                 | Turquie                | Cuba                   |
| 2009                                                                                 | Herning          | Russie                 | Azerbaïdjan            | Iran                   |
| 2010                                                                                 | Moscou           | Russie                 | Azerbaïdjan            | Cuba                   |
| 2011                                                                                 | Istanbul         | Russie                 | Iran                   | États-Unis             |
| 2013                                                                                 | Budapest         | Iran                   | Russie                 | Géorgie                |
| 2014                                                                                 | Tachkent         | Russie                 | Iran                   | Azerbaïdjan            |
| 2015                                                                                 | Las Vegas        | Russie                 | Iran                   | Géorgie                |
| 2016                                                                                 | Budapest         | Russie                 | États-Unis             | Géorgie Kazakhstan     |
| 2017                                                                                 | Paris            | États-Unis             | Russie                 | Géorgie                |
| 2018                                                                                 | Budapest         | Russie                 | États-Unis             | Géorgie                |
| 2019                                                                                 | Noursoultan      | Russie                 | Kazakhstan             | États-Unis             |
| 2021                                                                                 | Oslo             | Russie                 | États-Unis             | Iran                   |
| 2022                                                                                 | Belgrade         | États-Unis             | Iran                   | Japon                  |
| 2023                                                                                 | Belgrade         | États-Unis             | Iran                   | Géorgie                |
| 2024                                                                                 | Tirana           | Géorgie                | Japon                  | Iran                   |

### Lutte féminine
| Année                                                                                | Localisation      | Classement par nations | Classement par nations | Classement par nations |
| Année                                                                                | Localisation      | 1er                    | 2e                     | 3e                     |
| ------------------------------------------------------------------------------------ | ----------------- | ---------------------- | ---------------------- | ---------------------- |
| 1987                                                                                 | Lørenskog         | Japon                  | Norvège                | France                 |
| 1989                                                                                 | Martigny          | Japon                  | Norvège                | Taipei chinois         |
| 1990                                                                                 | Luleå             | Japon                  | Norvège                | Taipei chinois         |
| 1991                                                                                 | Tokyo             | Japon                  | Venezuela              | Taipei chinois         |
| 1992                                                                                 | Villeurbanne      | Japon                  | Russie                 | France                 |
| 1993                                                                                 | Stavern           | Norvège                | Japon                  | Chine                  |
| 1994                                                                                 | Sofia             | Japon                  | Russie                 | France                 |
| 1995                                                                                 | Moscou            | Russie                 | Japon                  | France                 |
| 1996                                                                                 | Sofia             | Japon                  | Russie                 | États-Unis             |
| 1997                                                                                 | Clermont-Ferrand  | Japon                  | France                 | États-Unis             |
| 1998                                                                                 | Poznań            | Russie                 | Japon                  | États-Unis             |
| 1999                                                                                 | Boden             | États-Unis             | Japon                  | Chine                  |
| 2000                                                                                 | Sofia             | Japon                  | Russie                 | Canada                 |
| 2001                                                                                 | Sofia             | Chine                  | Japon                  | Ukraine                |
| 2002                                                                                 | Chalcis           | Japon                  | Suède                  | Russie                 |
| 2003                                                                                 | New York          | Japon                  | États-Unis             | Russie                 |
| Dès 2005, les Championnats du monde de lutte sont regroupés en un seul et même lieu. |                   |                        |                        |                        |
| 2005                                                                                 | Budapest          | Japon                  | Chine                  | États-Unis             |
| 2006                                                                                 | Guangzhou         | Japon                  | Chine                  | Canada                 |
| 2007                                                                                 | Bakou             | Japon                  | Kazakhstan             | Ukraine                |
| 2008                                                                                 | Tokyo             | Japon                  | Canada                 | Russie                 |
| 2009                                                                                 | Herning           | Azerbaïdjan            | Japon                  | Canada                 |
| 2010                                                                                 | Moscou            | Japon                  | Russie                 | Canada                 |
| 2011                                                                                 | Istanbul          | Japon                  | Canada                 | Mongolie               |
| 2012                                                                                 | Strathcona County | Chine                  | Japon                  | États-Unis             |
| 2013                                                                                 | Budapest          | Japon                  | Mongolie               | États-Unis             |
| 2014                                                                                 | Tachkent          | Japon                  | Russie                 | États-Unis             |
| 2015                                                                                 | Las Vegas         | Japon                  | Chine                  | États-Unis             |
| 2016                                                                                 | Budapest          | Chine Japon            | États-Unis Russie      | 4 nations              |
| 2017                                                                                 | Paris             | Japon                  | Biélorussie États-Unis | Mongolie               |
| 2018                                                                                 | Budapest          | Japon                  | Chine                  | États-Unis             |
| 2019                                                                                 | Noursoultan       | Japon                  | Russie                 | États-Unis             |
| 2021                                                                                 | Oslo              | Japon                  | États-Unis             | Mongolie               |
| 2022                                                                                 | Belgrade          | Japon                  | États-Unis             | Chine                  |
| 2023                                                                                 | Belgrade          | Japon                  | États-Unis             | Mongolie               |
| 2024                                                                                 | Tirana            | Japon                  | Chine                  | États-Unis             |

## Bilan des médailles par nation
Mis à jour après l'édition 2024.
| Rang  | Nation                       | Or    | Argent | Bronze | Total |
| ----- | ---------------------------- | ----- | ------ | ------ | ----- |
| 1     | Union soviétique             | 253   | 93     | 69     | 415   |
| 2     | Japon                        | 139   | 75     | 88     | 302   |
| 3     | Russie                       | 111   | 67     | 96     | 274   |
| 4     | États-Unis                   | 86    | 105    | 113    | 304   |
| 5     | Iran                         | 71    | 67     | 80     | 218   |
| 6     | Bulgarie                     | 63    | 95     | 103    | 261   |
| 7     | Turquie                      | 60    | 63     | 84     | 207   |
| 8     | Hongrie                      | 33    | 54     | 53     | 140   |
| 9     | Cuba                         | 32    | 28     | 49     | 109   |
| 10    | Suède                        | 31    | 40     | 48     | 119   |
| 11    | Chine                        | 29    | 22     | 39     | 90    |
| 12    | France                       | 27    | 23     | 25     | 75    |
| 13    | Azerbaïdjan                  | 22    | 34     | 39     | 95    |
| 14    | Allemagne                    | 22    | 28     | 48     | 98    |
| 15    | Finlande                     | 22    | 26     | 25     | 73    |
| 16    | Ukraine                      | 19    | 21     | 61     | 101   |
| 17    | Géorgie                      | 17    | 21     | 44     | 82    |
| 18    | Pologne                      | 15    | 38     | 39     | 92    |
| 19    | Roumanie                     | 15    | 33     | 38     | 86    |
| 20    | Corée du Sud                 | 14    | 23     | 25     | 62    |
| 21    | Canada                       | 14    | 18     | 32     | 64    |
| 22    | Arménie                      | 14    | 10     | 22     | 46    |
| 23    | Norvège                      | 12    | 17     | 29     | 58    |
| 24    | Autriche                     | 11    | 9      | 8      | 28    |
| 25    | Corée du Nord                | 10    | 5      | 10     | 25    |
| 26    | Allemagne de l'Ouest         | 9     | 13     | 19     | 41    |
| 27    | Allemagne de l'Est           | 8     | 23     | 23     | 54    |
| 28    | Kirghizistan                 | 8     | 5      | 13     | 26    |
| 29    | Serbie                       | 8     | 1      | 12     | 21    |
| 30    | Mongolie                     | 7     | 28     | 44     | 79    |
| 31    | Kazakhstan                   | 7     | 21     | 35     | 63    |
| 32    | Biélorussie                  | 6     | 17     | 27     | 50    |
| 33    | Ouzbékistan                  | 6     | 11     | 22     | 39    |
| 34    | Yougoslavie                  | 5     | 19     | 17     | 41    |
| 35    | Danemark                     | 5     | 8      | 10     | 23    |
| 36    | Moldavie                     | 4     | 8      | 4      | 16    |
| 37    | Fédération Russe de lutte    | 4     | 5      | 9      | 18    |
| 38    | Italie                       | 3     | 8      | 12     | 23    |
| 39    | Tchécoslovaquie              | 3     | 6      | 11     | 20    |
| 40    | Venezuela                    | 3     | 4      | 5      | 12    |
| 41    | Égypte                       | 3     | 3      | 6      | 12    |
| —     | Athlètes Individuels Neutres | 3     | 3      | 6      | 12    |
| 42    | Estonie                      | 2     | 3      | 5      | 10    |
| 43    | Inde                         | 1     | 5      | 17     | 23    |
| 44    | Taipei chinois               | 1     | 5      | 6      | 12    |
| 45    | Grèce                        | 1     | 3      | 12     | 16    |
| 46    | Israël                       | 1     | 1      | 4      | 6     |
| 47    | Bahreïn                      | 1     | 1      | 0      | 2     |
| 48    | Albanie                      | 1     | 0      | 2      | 3     |
| 49    | Belgique                     | 1     | 0      | 1      | 2     |
| 50    | Slovaquie                    | 0     | 4      | 5      | 9     |
| 51    | Tchéquie                     | 0     | 2      | 5      | 7     |
| 52    | Porto Rico                   | 0     | 2      | 1      | 3     |
| 53    | Nigeria                      | 0     | 1      | 5      | 6     |
| 54    | Lituanie                     | 0     | 1      | 4      | 5     |
| 55    | Lettonie                     | 0     | 1      | 3      | 4     |
| 55    | Pays-Bas                     | 0     | 1      | 3      | 4     |
| 57    | Croatie                      | 0     | 1      | 2      | 3     |
| 58    | Liban                        | 0     | 1      | 1      | 2     |
| 58    | Macédoine du Nord            | 0     | 1      | 1      | 2     |
| 58    | Tadjikistan                  | 0     | 1      | 1      | 2     |
| 60    | Brésil                       | 0     | 1      | 0      | 1     |
| 60    | Tunisie                      | 0     | 1      | 0      | 1     |
| 60    | Turkménistan                 | 0     | 1      | 0      | 1     |
| 64    | Espagne                      | 0     | 0      | 3      | 3     |
| 64    | Suisse                       | 0     | 0      | 3      | 3     |
| 66    | Bohême                       | 0     | 0      | 2      | 2     |
| 66    | Colombie                     | 0     | 0      | 2      | 2     |
| 66    | Pakistan                     | 0     | 0      | 2      | 2     |
| 69    | Argentine                    | 0     | 0      | 1      | 1     |
| 69    | Chili                        | 0     | 0      | 1      | 1     |
| 69    | Équateur                     | 0     | 0      | 1      | 1     |
| 69    | Royaume-Uni                  | 0     | 0      | 1      | 1     |
| 69    | Saint-Marin                  | 0     | 0      | 1      | 1     |
| 69    | Syrie                        | 0     | 0      | 1      | 1     |
| 69    | United World Wrestling       | 0     | 0      | 1      | 1     |
| Total | Total                        | 1 243 | 1 235  | 1 639  | 4 117 |

## Titres par équipe
Mis à jour après l'édition 2024.
| Pays                      | Lutte gréco-romaine hommes | Lutte libre (hommes) | Lutte féminine | Total |
| ------------------------- | -------------------------- | -------------------- | -------------- | ----- |
| Union soviétique          | 26                         | 22                   | 0              | 48    |
| Russie                    | 14                         | 13                   | 2              | 29    |
| Japon                     | 0                          | 0                    | 27             | 27    |
| Turquie                   | 3                          | 5                    | 0              | 8     |
| États-Unis                | 1                          | 5                    | 1              | 7     |
| Iran                      | 1                          | 5                    | 0              | 6     |
| Azerbaïdjan               | 2                          | 0                    | 1              | 3     |
| Géorgie                   | 1                          | 2                    | 0              | 3     |
| Chine                     | 0                          | 0                    | 2              | 2     |
| Fédération Russe de lutte | 1                          | 1                    | 0              | 2     |
| Bulgarie                  | 1                          | 0                    | 0              | 1     |
| Cuba                      | 1                          | 0                    | 0              | 1     |
| Hongrie                   | 1                          | 0                    | 0              | 1     |
| Norvège                   | 0                          | 0                    | 1              | 1     |
| Suède                     | 1                          | 0                    | 0              | 1     |

## Bilan des médailles par athlètes

### Lutte gréco-romaine hommes
| Rang | Athlète            | Nation                  | Catégorie(s)    | De   | À    | Or | Argent | Bronze | Total |
| 1    | Alexander Kareline | Union soviétique Russie | 130 kg          | 1989 | 1999 | 9  | –      | –      | 9     |
| 2    | Hamid Sourian      | Iran                    | 55 kg / 59 kg   | 2005 | 2014 | 6  | –      | –      | 6     |
| 3    | Rıza Kayaalp       | Turquie                 | 120 kg / 130 kg | 2009 | 2023 | 5  | 3      | 2      | 10    |
| 4    | Mijaín López       | Cuba                    | 120 kg / 130 kg | 2005 | 2015 | 5  | 3      | –      | 8     |
| 5    | Gogi Koguashvili   | Russie                  | 90 kg / 97 kg   | 1993 | 1999 | 5  | –      | 1      | 6     |
| 6    | Nikolay Balboshin  | Union soviétique        | 100 kg          | 1973 | 1979 | 5  | –      | –      | 5     |
| 6    | Viktor Igumenov    | Union soviétique        | 78 kg / 74 kg   | 1966 | 1971 | 5  | –      | –      | 5     |
| 6    | Valeriy Rezantsev  | Union soviétique        | 90 kg           | 1970 | 1975 | 5  | –      | –      | 5     |
| 6    | Aleksandar Tomov   | Bulgarie                | +100 kg         | 1971 | 1979 | 5  | –      | –      | 5     |

### Lutte libre (hommes)
| Rang | Athlète               | Nation                                                   | Catégorie(s)                      | De   | À    | Or | Argent | Bronze | Total |
| 1    | Valentin Yordanov     | Bulgarie                                                 | 52 kg                             | 1983 | 1995 | 7  | 2      | 1      | 10    |
| 2    | Aleksandr Medved      | Union soviétique                                         | +87 kg / 97 kg / +97 kg / +100 kg | 1961 | 1971 | 7  | 1      | 1      | 9     |
| 3    | Sergey Beloglazov     | Union soviétique                                         | 57 kg / 62 kg                     | 1979 | 1987 | 6  | 1      | –      | 7     |
| 3    | Arsen Fadzayev        | Union soviétique                                         | 68 kg / 74 kg                     | 1983 | 1991 | 6  | 1      | –      | 7     |
| 3    | Abdulrashid Sadulaev  | Russie Fédé. Russe de lutte Athlètes individuels neutres | 86 kg / 97 kg / 92 kg             | 2014 | 2024 | 6  | 1      | –      | 7     |
| 5    | Jordan Burroughs      | États-Unis                                               | 74 kg / 79 kg                     | 2011 | 2022 | 6  | –      | 3      | 9     |
| 6    | Buvaysar Saytiev      | Russie                                                   | 74 kg / 76 kg                     | 1995 | 2005 | 6  | –      | –      | 6     |
| 7    | Makharbek Khadartsev  | Union soviétique Russie                                  | 90 kg                             | 1986 | 1995 | 5  | 2      | 1      | 8     |
| 8    | Khadzhimurat Gatsalov | Russie                                                   | 96 kg / 120 kg / 125 kg           | 2005 | 2014 | 5  | 1      | 1      | 7     |
| 9    | Ali Aliyev            | Union soviétique                                         | 52 kg / 57 kg                     | 1959 | 1967 | 5  | 1      | –      | 6     |
| 11   | Leri Khabelov         | Union soviétique Russie                                  | 100 kg / 130 kg                   | 1985 | 1995 | 5  | –      | 1      | 6     |
| 12   | Abdollah Movahed      | Iran                                                     | 70 kg / 68 kg                     | 1965 | 1970 | 5  | –      | –      | 5     |

### Lutte féminine
| Rang | Athlète                 | Nation     | Catégorie(s)                  | De   | À    | Or | Argent | Bronze | Total |
| 1    | Saori Yoshida           | Japon      | 55 kg / 53 kg                 | 2002 | 2015 | 13 | –      | –      | 13    |
| 2    | Kaori Ichō              | Japon      | 63 kg / 58 kg                 | 2002 | 2015 | 10 | –      | –      | 10    |
| 3    | Hitomi Obara (Sakamoto) | Japon      | 51 kg / 48 kg                 | 2000 | 2011 | 8  | –      | –      | 8     |
| 4    | Christine Nordhagen     | Canada     | 70 kg / 68 kg / 75 kg         | 1993 | 2001 | 6  | 1      | 1      | 8     |
| 5    | Yayoi Urano             | Japon      | 75 kg / 70 kg / 65 kg         | 1990 | 1996 | 6  | 1      | –      | 7     |
| 6    | Adeline Gray            | États-Unis | 67 kg / 72 kg / 75 kg / 76 kg | 2011 | 2023 | 6  | –      | 3      | 9     |
| 7    | Kyōko Hamaguchi         | Japon      | 75 kg / 72 kg                 | 1997 | 2010 | 5  | 2      | 3      | 10    |
| 8    | Zhong Xiue              | Chine      | 44 kg / 47 kg / 46 kg         | 1991 | 1999 | 5  | 2      | –      | 7     |
| 9    | Shoko Yoshimura         | Japon      | 44 kg                         | 1987 | 1996 | 5  | 1      | 3      | 9     |
| 10   | Liu Dongfeng            | Chine      | 75 kg                         | 1991 | 1997 | 5  | –      | 1      | 6     |
| 10   | Stanka Zlateva          | Bulgarie   | 72 kg                         | 2006 | 2011 | 5  | –      | 1      | 6     |
| 12   | Nikola Hartmann         | Autriche   | 61 kg / 62 kg                 | 1993 | 2000 | 5  | –      | –      | 5     |